# トリキュラー
トリキュラーは、黄体ホルモン（レボノルゲストレル 英: Levonorgestrel）と卵胞ホルモン（エチニルエストラジオール）の配合剤で、排卵抑制作用を主作用とする三相性低用量経口避妊薬（処方箋医薬品）である。

## 概要
- 開発国：ドイツ
- 開発会社：シエーリング社Schering AG（現 Bayer Schering Pharma）
- 商標名：トリキュラー錠21、トリキュラー錠28（英: Triquilar）
- 発売会社：バイエル薬品

## 開発の経緯
- 1976年 - ドイツで開発。
- 1987年 - 日本では日本シエーリング（現 バイエル薬品）が開発開始。
- 1990年～ - 山之内製薬（現アステラス製薬）も加わり共同開発。
- 1999年 - 「避妊」の適応で承認、発売[1]。

## 避妊機序
- 排卵抑制
- 子宮内膜変化による着床阻害
- 子宮頚管粘液変化による精子通過阻害

## 臨床成績
投与1周期以上の総計924例（13,862周期）で避妊効果が評価。
- 飲み忘れありは362例（943周期）、このうち3錠以上を飲み忘れた4例で妊娠。薬剤効果不十分による妊娠例はなし（一般臨床試験および長期投与試験）。

## 副作用
- 悪心
- 乳房緊満感
- 頭痛
- 嘔吐
- 下腹部痛